# Андриаш Мърнявчевич
Андриаш Мърнявчевич (на сръбски: Андријаш Мрњавчевић) е един от синовете на крал Вълкашин и съпругата му Елена. Заедно с брат си Крали Марко управлява Прилеп след 1371 г.
Известно е, че през 1389 г. той съгражда манастира Св. Андрей на брега на река Треска, за чието построяване дарява голямо имущество. Помага също за доизграждането на манастира „Св. Димитър“, започнат още от баща му.
Отношенията между Андриаш и брат му Марко Кралевич като съвладетели са добри докъм 1393/1394 г., когато се състояла срещата между Марко и султан Баязид в Сяр. След тази среща се изясняват позициите на балканските владетели по отношение на Османската империя. Византийският император Мануил II Палеолог отказва да се подчини на султана за разлика от Стефан Лазаревич, който остава верен васал и участва на страната на османците при обсадата на Никопол през 1396 г. Раздор има и между Георги II Страцимирович Балшич и неговия братовчед Константин Балшич. Докато Марко Кралевич и Константин Балшич участват в битката при Ровине в 1395 г. на страната на османците (където намират смъртта си), Андриаш и брат му Димитър Мърнявчевич отказват да служат на султана и през 1394 г. напускат бащините си земи, отправяйки се към Дубровник. Там те се опитват да вземат състоянието на баща си (около 5600 перпери), което Вълкашин е поверил за съхранение на Павел Барабич, след смъртта на когото през 1374 г. парите са взети от вдовицата му и няколко властели. Налага се да чакат края на съдебния процес между наследниците на Павел Барабич и общината, така че е известно, че на 27 юли 1394 г. са се намирали в Дубровник. Дубровчани смятат, че парите трябва да бъдат разделени на два равни дяла. Така или иначе двамата братя получават парите на 10 август.
Андреаш и Димитър преминават на служба при унгарския крал Сигизмунд през същата 1394 г. и през следващата година вероятно воюват на страната на унгарския крал и влашкия войвода Мирчо Стари срещу техния брат Марко Кралевити при Ровине. Дечанската хроника от втората половина на XV в., писана в Дечанския манастир, свидетелства, че Андреаш загива в тази битка. Така или иначе след 1395 г. следите му се губят. В епическите народни песни (Бугарщиците) се пее, че Марко убива брат си Андреаш.

## Етническа принадлежност
Трябва да се отбележи, че наложената хипотеза за сръбската етническа принадлежност на Андриаш Мърнявчевич и неговия брат Крали Марко, се базира единствено на съчинението на Мавро Орбини от 16 век „Царството на славяните“. За местния им български произход, свидетелстват редица летописци и хронисти от по-старо време, сред които Константин Михайлович, Йоан Музаки, Сфранцес, Теодор Кантакузин, Йосиф бен Йошуа, Филип Лоренц и други, които сочат недвусмислено Крали Марко като „български княз“.. Също така голям брой по-късни изследователи като Адам Кърчевич, Василе Петрович, Иларион Руварац, Владимир Чорович поддържат становището, че Крали Марко е „родом българин“, което очевидно се отнася и за неговите братя.